# 禾寮坑

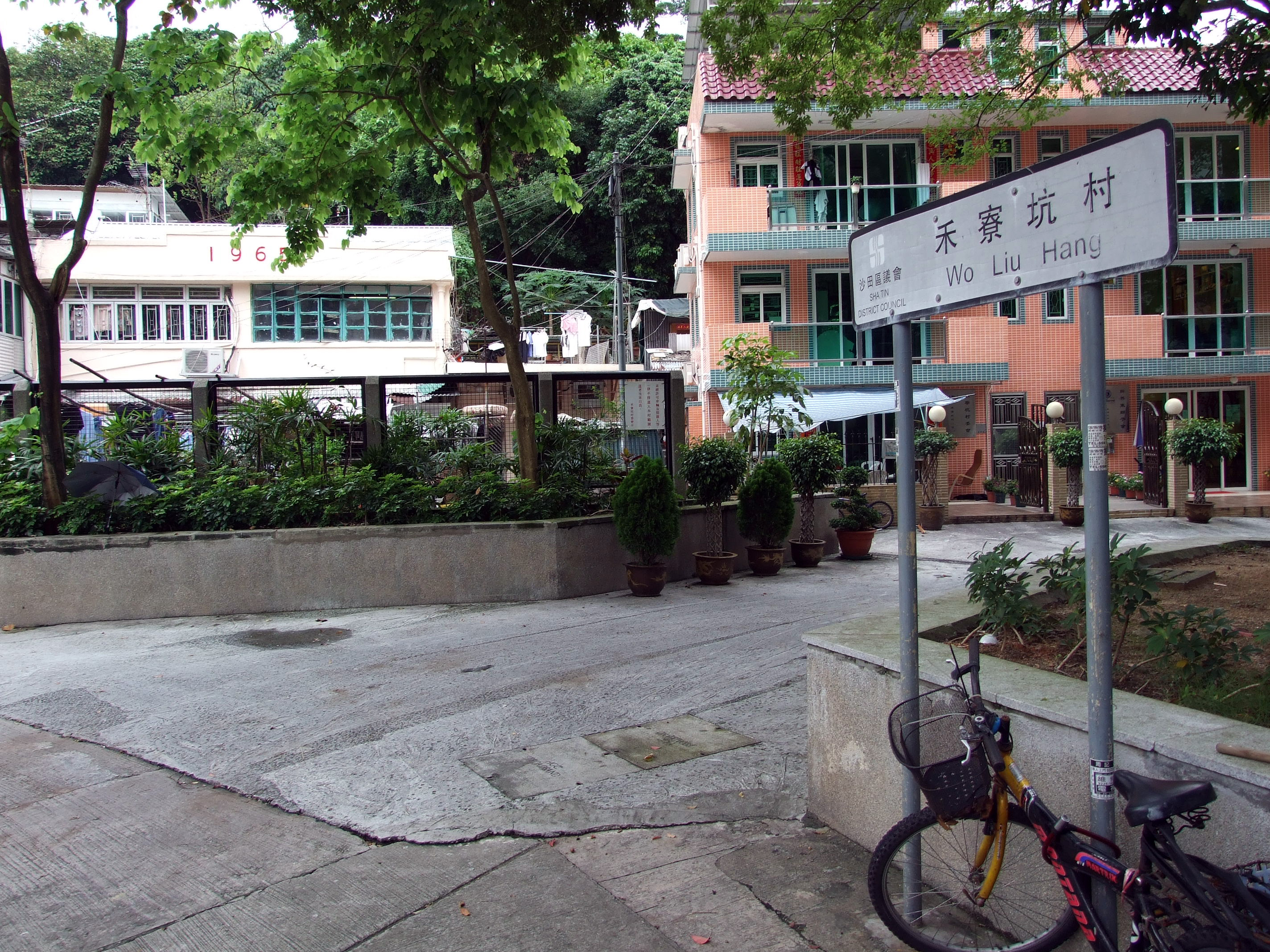
禾寮坑村

禾寮坑（英語：Wo Liu Hang）位於香港沙田區火炭的一條村落，隸屬於沙田九約之一的火炭約。禾寮坑南面是火炭工業區，北面山上是樂林路的中低密度豪宅區。

## 歷史
清乾隆年間，客家人劉廷瑞由廣東長樂遷到沙田一帶，並於落路下建村定居，再有後人分支到鄰近的禾寮坑、拔子窩和馬料三地。禾寮坑開村較晚，有百多年歷史。禾寮坑載於1905年批出的集體官契中，1911年禾寮坑有23名村民。
禾寮坑原建有約40間石屋，以三排分佈於兩條山坑之間，村後的山谷有不少寮屋。禾寮坑9號是一座已拆卸的歷史建築，原建於1938年，由在禾寮坑經營糖廠的高氏夫婦所興建。戰後，該座大宅被用作開辦加禾學校，1950年代末關閉，學生改到位於禾寮坑和松頭下之間的火炭公立學校就讀。
1960年代末期規劃香港地鐵時，建議的東九龍線的終點站就在此地，並與九廣鐵路交匯，方便乘客轉乘兩鐵，但東九龍線的計劃最終並沒有實現，而九廣鐵路計劃增設的車站則南移至火炭站現址；原來擬建東九龍線地鐵車廠用地，即是今天的港鐵何東樓車廠。
1970年代初，香港政府收地發展火炭工業區，位於山邊的禾寮坑獲全數保存，政府特意將村前的道路命名為禾寮坑路，但村前的一大片農田和漁塘被平整和發展成數十層高的工廠大廈，只有很少地皮用作休憩用途，即禾寮坑遊樂場和禾寮坑休憩公園。
2000年代初，禾寮坑有居民約400人，當中只有四份一為居於村前的原居民，剩下大部份村民居於谷中寮屋，環境不佳。

## 地標
- 玉廬：有四個門牌分別由4名同族劉氏兄弟擁有。[7]
- 南廬（禾寮坑24至26號）：建於1951年
- 文喜園

## 事件
- 2002年，禾寮坑發生三級火警，約十間村屋受災，近三百名村民狼狽逃生。[8][9]
- 2017年，禾寮坑發生兇殺案，兩名居民因鄰里不睦問題在屋前打鬥，其中一人被發現倒斃於屋內，旁邊放著一把染血的鐵鎚，兇徒韓氏被判終身監禁。[10][11][12]韓氏至少涉及六宗打鬥和刑事恐嚇案，被其他村民指是村中惡霸。[13][14][15]他曾長年霸佔村內公地分租給新移民、偷渡客謀利。1998年，有寮仔部人員到場拆屋時被韓氏打傷，他更走上屋頂與警方對峙。[16]

## 交通
- 港鐵
  - 東鐵綫：火炭站
- 巴士
  - 九巴
- 專線小巴

## 外部連結
- 居民代表選舉禾寮坑（沙田）的劃定現有鄉村範圍（2019至2022年） （页面存档备份，存于）
- 火炭禾寮坑村舊照片（鄧炳良1964年著） （页面存档备份，存于）